# Langenberger SV
Der Langenberger SV (offiziell: Langenberger Spielverein 1916 e.V.) ist ein Sportverein aus dem Velberter Stadtteil Langenberg im Kreis Mettmann. Die erste Fußballmannschaft spielte drei Jahre in der höchsten niederrheinischen Amateurliga.

## Geschichte
Der Verein wurde im Jahre 1916 gegründet und spielte anschließend in der zweit- bis dritthöchsten Spielklasse. Nach Kriegsende gelang der Mannschaft 1951 der Aufstieg in die Bezirksklasse. Fünf Jahre später stiegen die Langenberger in die Landesliga auf. Nach nur einem Jahr ging es für die Mannschaft als Vorletzter wieder runter in die Bezirksklasse. Im Jahre 1962 stiegen die Langenberger erneut in die Landesliga auf nur um wie beim ersten Mal gleich wieder abzusteigen.
Im Jahre 1967 gelang zum dritten Mal der Sprung in die Landesliga und wurde 1968 auf Anhieb Vizemeister hinter TuRa Büderich. Zwei Jahre später stieg die Mannschaft erneut in die Bezirksklasse ab und kehrte 1973 in die Landesliga zurück. Dort schafften die Langenberger in der Saison 1973/74 den Durchmarsch in die Verbandsliga Niederrhein. Nach zwei zehnten Plätzen folgte 1976/77 der Abstieg in die Landesliga. Danach pendelte der Verein zwischen Bezirks- und Kreisliga. In der Saison 2016/17 spielen die Langenberger in der Kreisliga A.

## Persönlichkeiten
- Peter Kracke